# 南昌北 (選區)
南昌北（英語：Nam Cheong North，代號F03）是香港深水埗區議會下轄的選區，1985年設立，最後一任區議員為前公民黨九龍西支部副主席劉家衡。

## 範圍及名稱
選區位於深水埗北部，現時由巴域街、南昌街、長沙灣道、欽州街所包圍，以單幢私人住宅樓宇為主，相鄰的選區有長沙灣、石硤尾、南昌東和南昌中。選區名稱源自南昌街，故稱為南昌北，投票站設於元州街市政大廈內的香港基督教女青年會誌寶松柏中心，在此前投票站曾設在選區外的青山道101號德貞女子中學前校舍（目前為陳樹渠紀念中學校舍）。

## 沿革
南昌北選區由南昌西選區於1985年分拆而成。南昌西選區首次出現於1982年，定為單議席選區，範圍更包括現有南昌中、南昌北選區（當時通州街為深水埗的海岸線，通州街以西範圍於八十年代為海域），區內以私人樓宇為主。1985年因應人口增加，設立南昌北選區以增加席位，而南昌西則改為雙議席選區。南昌北劃界與現有範圍相近，但北界達到九江街。
1985年區議會選舉有陳東和蔡偉石兩名候選人，最後蔡以847票勝出（陳得到621票）。1988年區議會選舉蔡於本區連任，亦有梁美華參選，結果蔡以159票之差獲勝（782票對梁的623票）。1991年區議會選舉加入自民聯的蔡偉石由於未有其他人參選，蔡氏自動當選，其後獲選為深水埗區議會主席。
1994年區議會選舉，調整後劃界至欽州街，選舉有三名候選人包括民協梁啟賢和獨立梁仲玲爭奪蔡偉石的席位，最後蔡以723票勝出（梁啟賢得到592票、梁仲玲得59票）。由於選後民協奪得深水埗區議會過半數，自行推舉區議會主席，蔡偉石未能連任主席。
1999年區議會選舉蔡偉石放棄連任，本區吸引到兩人參選，包括一二三民主聯盟梁漢華及民主建港聯盟游明泰，結果梁以1,031票擊敗取得645票的游勝出。由於一二三民主聯盟2000年解散，梁漢華改以神州青年服務社身份在2003年區議會選舉參選，民建聯則由李永昌參選，最終梁以1,355票勝出李的537票。其後梁漢華因提供虛假資料申請區議會資助被判刑，雖然議席未被褫奪，其區內工作因涉案受影響。
2007年區議會選舉，由於西九龍填海區（俗稱西九四小龍）及歌和老街近筆架山地區人口增加，原南昌五區、九龍仔（大坑東及大坑西）、白田及石硤尾需要重劃以騰出議席予西九龍填海區範圍。南昌東選區被分拆（與石硤尾邨合併成為石硤尾及南昌東選區）、其他南昌選區界線有所更動，當中南昌北、南昌南及南昌中更以後巷為界。民建聯改派鄭泳舜挑戰梁漢華，而民協由時任深水埗區議會副主席兼南昌東區議員梁欐轉區參選，成為泛民撞區例子。最終鄭取得912票比梁欐898票和梁漢華624票，取代兩位梁區議員的位置，泛民建制比例仍在六四之間。
2011年區議會選舉鄭泳舜爭取連任，對手除民協梁欐外，人民力量以「票債票償」名義派出盧蔚然參選狙擊民協2010年支持政府超級區議會方案的決定。民建聯在其組織網絡及資源優勢下，鄭泳舜以過半1,485票連任，超過梁盧的1,133票及296票。
2015年區議會選舉由於南昌東選區重新成立，本區回復巴域街、南昌街、長沙灣道、欽州街界線。民協未有派人出戰，而人民力量派出旺角鳩嗚團的陳永輝空降參選，由於未能吸引所有泛民支持者支持激進派的人民力量，鄭泳舜以1,461票多於陳976票連任。
2019年香港區議會選舉，因應本區人口過多，巴域街、北河街、大埔道、桂林街範圍由本區改劃到石硤尾選區。由於爭取連任的鄭泳舜在2018年3月香港立法會補選中勝出，成為立法會議員，本區選舉引起更多關注。結果鄭泳舜以四百多票之差不敵於同年八月空降的公民黨九龍西支部副主席劉家衡，連任失敗，失去「雙料」議員資格。
2021年6月21日，除了東區區議員魏志豪、梁兆新及主席黎志強、沙田區議員陳珮明及容溟舟外，其餘的公民黨區議員宣布退黨。包括觀塘區區議員王嘉盈、油尖旺區議會副主席余德寶、深水埗區區議員劉家衡及李俊晞、荃灣區區議員陸靈中及主席陳琬琛、葵青區區議員張鈞翹、沙田區區議員麥梓健及陸梓峂、離島區區議員李嘉豪及創黨成員之一的容詠嫦。與此同時，執委溫仲然也同日宣布退黨。2021年7月11日，因應政府計劃追討協助民主派初選區議員的酬金津貼傳聞所帶動的區議員辭職潮中，劉家衡宣佈辭去區議員職務。

## 歷屆議員
| 屆別                  | 議員   | 政治聯繫                  | 政治聯繫                        |
| --------------------- | ------ | ------------------------- | ------------------------------- |
| 1985年－1988年        | 蔡偉石 |                           | 無黨籍                          |
| 1988年－1991年        | 蔡偉石 |                           | 無黨籍                          |
| 1991年－1994年        | 蔡偉石 |                           | 自 自民聯                       |
| 1994年－1999年        | 蔡偉石 |                           | 無黨籍                          |
| 2000年－2003年        | 梁漢華 |                           | 一二三民主聯盟 → 神州青年服務社 |
| 2004年－2007年        | 梁漢華 | 神州青年服務社 → 民主陣線 |                                 |
| 2008年－2011年        | 鄭泳舜 |                           | 民建聯                          |
| 2012年－2015年        | 鄭泳舜 |                           | 民建聯                          |
| 2016年－2019年        | 鄭泳舜 |                           | 民建聯                          |
| 2020年－2021年7月11日 | 劉家衡 |                           | 公民黨 → 無黨籍                 |
| 2021年7月12日－2023年 | 懸空   | 懸空                      | 懸空                            |

## 歷屆選舉結果
| 政党   | 政党   | 候选人    | 票数  | %     | ±      |
| ------ | ------ | --------- | ----- | ----- | ------ |
|        | 獨立   | ①. 王曉聖 | 55    | 1.37  | 不適用 |
|        | 民建聯 | ②. 鄭泳舜 | 1,747 | 43.72 | ▼21.28 |
|        | 公民黨 | ③. 劉家衡 | 2,193 | 54.90 | 不適用 |
| 多数票 | 多数票 | 多数票    | 446   | 9.81  | ▼19.65 |

| 政党   | 政党     | 候选人            | 票数  | %     | ±      |
| ------ | -------- | ----------------- | ----- | ----- | ------ |
|        | 民建聯   | ①. 鄭泳舜         | 1,461 | 64.73 | ▲13.42 |
|        | 人民力量 | ②. 陳永輝（輝仔） | 796   | 35.27 | 不適用 |
| 多数票 | 多数票   | 多数票            | 665   | 29.46 | ▲17.30 |

| 政党   | 政党     | 候选人    | 票数  | %     | ±      |
| ------ | -------- | --------- | ----- | ----- | ------ |
|        | 人民力量 | ①. 盧蔚然 | 276   | 9.54  | 不適用 |
|        | 民協     | ②. 梁欐   | 1,133 | 39.15 | ▲2.26  |
|        | 民建聯   | ③. 鄭泳舜 | 1,485 | 51.31 | ▲13.84 |
| 多数票 | 多数票   | 多数票    | 352   | 12.16 | ▲11.48 |

| 政党   | 政党           | 候选人    | 票数 | %     | ±      |
| ------ | -------------- | --------- | ---- | ----- | ------ |
|        | 民建聯/ 工聯會 | ①. 鄭泳舜 | 912  | 37.47 | 不適用 |
|        | 民協           | ②. 梁欐   | 898  | 36.89 | 不適用 |
|        | 民主陣線       | ③. 梁漢華 | 624  | 25.64 | ▼45.98‬ |
| 多数票 | 多数票         | 多数票    | 14‬   | 0.58  | ▼42.65 |

| 政党   | 政党           | 候选人    | 票数  | %     | ±      |
| ------ | -------------- | --------- | ----- | ----- | ------ |
|        | 神州青年服務社 | ①. 梁漢華 | 1,355 | 71.62 | 不適用 |
|        | 民建聯         | ②. 李永昌 | 537   | 28.38 | 不適用 |
| 多数票 | 多数票         | 多数票    | 818‬   | 43.23 | 不適用 |

| 政党   | 政党           | 候选人    | 票数  | %     | ±      |
| ------ | -------------- | --------- | ----- | ----- | ------ |
|        | 民建聯         | ①. 游明泰 | 645   | 38.48 | 不適用 |
|        | 一二三民主聯盟 | ②. 梁漢華 | 1,031 | 61.52 | 不適用 |
| 多数票 | 多数票         | 多数票    | 414‬   | 23.04 | 不適用 |

| 政党   | 政党   | 候选人 | 票数 | %     | ±      |
| ------ | ------ | ------ | ---- | ----- | ------ |
|        | 無黨派 | 蔡偉石 | 723  | 52.62 | 不適用 |
|        | 民協   | 梁啟賢 | 592  | 43.09 | 不適用 |
|        | 無黨派 | 梁仲玲 | 59   | 4.29  | 不適用 |
| 多数票 | 多数票 | 多数票 | 131‬  | 9.53  | 不適用 |

| 政党   | 政党   | 候选人 | 票数     | %      | ±      |
| ------ | ------ | ------ | -------- | ------ | ------ |
|        | 自民聯 | 蔡偉石 | 自動當選 | 不適用 | 不適用 |
| 多数票 | 多数票 | 多数票 | 不適用   | 不適用 | 不適用 |

| 政党   | 政党   | 候选人 | 票数 | %     | ±      |
| ------ | ------ | ------ | ---- | ----- | ------ |
|        | 無黨派 | 蔡偉石 | 782  | 55.66 | 不適用 |
|        | 無黨派 | 梁美華 | 623  | 44.34 | 不適用 |
| 多数票 | 多数票 | 多数票 | 165‬  | 11.32 | 不適用 |

| 政党   | 政党   | 候选人 | 票数 | %     | ±      |
| ------ | ------ | ------ | ---- | ----- | ------ |
|        | 無黨派 | 蔡偉石 | 847  | 57.70 | 不適用 |
|        | 無黨派 | 陳東   | 621  | 42.30 | 不適用 |
| 多数票 | 多数票 | 多数票 | 226  | 15.40 | 不適用 |

## 資料來源
1. ↑   (PDF).   [2019-12-08]. （原始内容 (PDF)存档于2019-12-08）.
2. ↑   (PDF).   [2019-12-08]. （原始内容存档 (PDF)于2020-08-20）.
3. ↑  .   [2019-12-08]. （原始内容存档于2020-02-04）.
4. ↑  深水埗節 深水埗民政處 1981
5. ↑   (PDF).   [2015-05-16]. （原始内容存档 (PDF)于2016-08-19）.
6. ↑  . 蘋果日報. 2005-01-01  [2018-02-26]. （原始内容存档于2019-08-12）.
7. ↑  . 香港政府新聞公報. 2005-01-01  [2018-02-26]. （原始内容存档于2019-10-30）.
8. ↑   (PDF). 香港選舉管理委員會. 2013-01-05  [2013-01-05]. （原始内容存档 (PDF)于2014-05-02）.
9. ↑  （繁體中文） (PDF). 香港選舉管理委員會. 2013-01-05  [2013-01-05]. （原始内容 (PDF)存档于2011-08-10）.
10. ↑  http://202.55.1.84/news/11/10/16/GW-1414685.htm%5B%5D
11. ↑   (PDF). 香港選舉管理委員會.   [2013-01-05]. （原始内容存档 (PDF)于2016-08-20）.
12. ↑  https://hk.on.cc/hk/bkn/cnt/news/20210712/bkn-20210712100214759-0712_00822_001.html （页面存档备份，存于） 陳梓維反口辭區議員　劉家衡否認害怕追薪　陳嘉琳稱敗給恐懼